# Tiko United
Maillots
Actualités
Le Tiko United, alias "Samba Boyz", est un club de football camerounais, fondé en 1976, il succède au CDC Tiko créé au début des années 1960.

## Histoire
Au cours de la fin des années 70 et début des années 80, quelques difficultés relatives à la gestion du club, amène la Société de développement du Cameroun, à le céder aux autochtones. Ceux-ci le rebaptisent alors Tiko United.
Deux ans après son entrée dans le championnat d'élite, le Tiko United s'érige comme l'un des meilleurs clubs de football du pays.
C'est d'ailleurs le premier club de l'ouest de la région du Moungo à remporter le titre de Champion du Cameroun, depuis la création du Championnat National. Mettant ainsi fin, en 2009, à l'hémogénie du Cotonsport FC de Garoua, qui a dominé le Championnat d'Elite de football du Cameroun, durant six années consécutives.
Classé 13e sur 14 au terme de la saison 2012, il est relégué en 2e division Elite Two.
En 2013, le club limoge son entraineur après la 3e journée en Ligue 2.
En 2014, classé 17e sur 18 en fin de saison de Ligue 2, il est relégué en division inférieure.

## International
Le club atteint le 1er tour des qualifications lors de la Ligue des champions de la CAF 2010.

## Palmarès
- Championnat du Cameroun (1)
  - Champion : 2009

- Championnat du Cameroun de football de deuxième division : (1)
  - Champion : 2007

## Anciens joueurs
- Eyong Enoh, FC Tiko Youngstars, 2002-2003
- Valentine Atem, 2010